# Vioolconcert (Stravinsky)

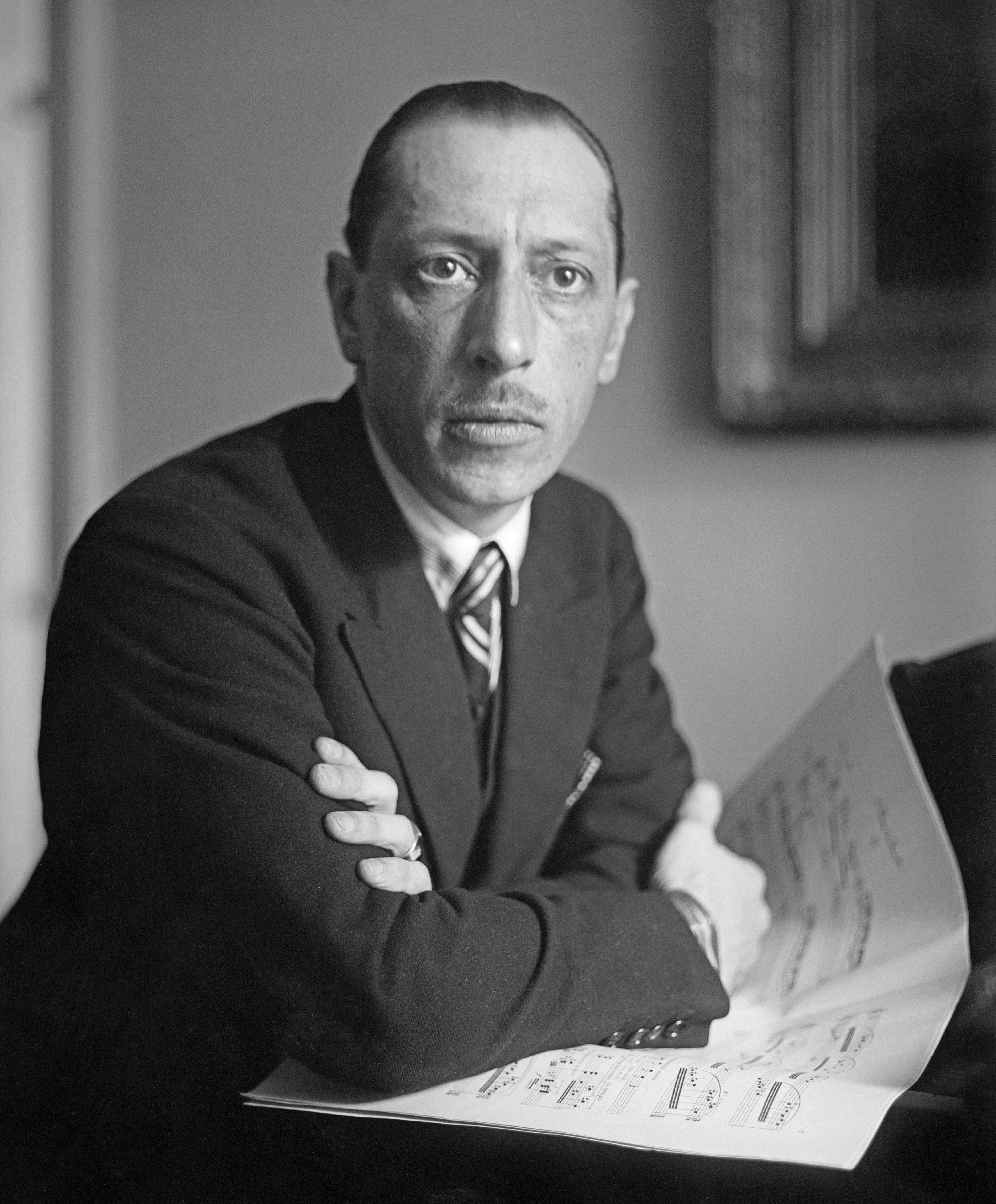
Igor Stravinsky

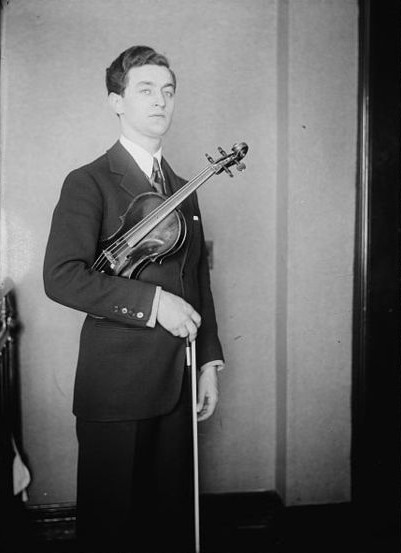
Samuel Dushkin

Het Concert voor viool en orkest in D of Vioolconcert in D (W61 in het oeuvre van Igor Stravinsky) is een compositie van Igor Stravinsky, gecomponeerd in Nice en het Château La Vironnière bij Voreppe in de lente en zomer van 1931. Het werk, met een lengte van ca. 22 minuten, werd in een directe radio-uitzending op 23 oktober 1931 in de toenmalige Philharmonie in Berlijn uitgevoerd door het Berlin Funkorchester onder leiding van de componist met de violist Samuel Dushkin als solist.

Het werk heeft geen opdracht, maar bevat een inleidende aantekening van Stravinsky zelf: 
...Cette oeuvre a été créée sous ma direction le 23 octobre 1931 au concert du Rundfunk de Berlin par Samuel Dushkin in auquel je garde une reconnaissance profonde et un grande admiration pour la valeur hautement artistique de son jeu... (Dit werk ging onder mijn leiding in première op 21 oktober 1931 in een concert van de Rundfunk Berlin door Samuel Dushkin voor wie ik diepe erkentelijkheid voel en bewondering heb voor de hoge artistieke waarde van zijn spel)

## Aanleiding voor de compositie
Willy Strecker, een van de directeuren van de muziekuitgeverij Schott's Söhne in Mainz, kwam tijdens een van Stravinsky's regelmatige bezoeken aan Mainz en Wiesbaden met het idee om een vioolconcert te schrijven. Stravinsky kende Strecker sinds 1929. In dat jaar nam Schott de uitgave op zich van de vroege werken van Stravinsky (zoals Scherzo fantastique en Feu d'artifice). Voor Stravinsky was dit een belangrijk initiatief, omdat hij zo zijn auteursrechten veilig kon stellen die na de Russische Revolutie waren vervallen.
Strecker vertelde hem tijdens die bezoeken over een jonge violist, Samuel Dushkin, een beschermeling van de Amerikaanse componist Blair Fairchild en een leerling van Leopold Auer. Strecker vroeg Stravinsky of hij een vioolconcert kon schrijven en voegde eraan toe dat Dushkin het goed zou spelen. Stravinsky had zijn twijfels. Hij was zelf geen violist en was bang dat zijn geringe kennis van het instrument een belemmering zou zijn om de vele problemen te overwinnen die zich bij het componeren zouden voordoen. Strecker verzekerde hem van de volledige medewerking van Dushkin, die inderdaad naar Wiesbaden kwam om met Stravinsky te overleggen.
Stravinsky's angst voor een vioolvirtuoos, die alleen een stuk zou willen waarmee hij onmiddellijk kon stralen en schitteren, bleek bij Dushkin onterecht. Hij schreef het concert in nauwe samenwerking met Dushkin; de formele opdracht voor het concert kwam van Fairchild. Stravinsky ontving 7.000 dollar en tien procent royalty, Dushkin 250 dollar voor de première en het exclusieve uitvoeringsrecht voor twee jaar.

## Compositie
Het vioolconcert bestaat uit vier delen:
1. Toccata
2. Aria I
3. Aria II
4. Capriccio

Stravinsky bestudeerde volgens de musicoloog Heinrich Strobel alle belangrijke vioolconcerten uit het klassieke repertoire voordat hij aan de compositie begon, maar met name zijn eigen Capriccio beïnvloedde zijn werk. De laatste delen van beide composities hebben overeenkomsten en heten beide Capriccio. Naar eigen zeggen echter werd het concert door geen enkel ander werk geïnspireerd en zeker niet door de bekende concerten uit het repertoire. Stravinsky beschouwde de standaardvioolconcerten zelfs niet tot de beste werken van componisten als Mozart, Beethoven en Brahms. Het vioolconcert van Schönberg was een uitzondering, maar dat kon zijns inziens niet tot het standaardrepertoire worden gerekend.
De titels van de vier delen doen aan Bach denken en, bij een globale beschouwing, ook de inhoud. Stravinsky was zeer gesteld op Bachs concert voor twee violen en het duet van de soloviool met een viool uit het orkest in het laatste deel is naar zijn eigen zeggen hier een bewijs van. Stravinsky voegde hieraan toe dat hij andere duetcombinaties gebruikte en dat de textuur van het werk meer in de sfeer van kamermuziek was dan van orkestmuziek.
- Een akkoord, zich uitspreidend van de d over de e in de 2e octaaf naar de a in het 3e octaaf, gebruikt Stravinsky, in steeds aangepaste vorm, aan het begin van elk deel van het concert. Hij noemde dat 'het paspoort voor het concert'; Dushkin vond het aanvankelijk onspeelbaar, maar wist de moeilijkheid ervan te overwinnen.[8] Het hoofdthema in de openingstoccata is in tertsen, begeleid door een contrasubject gebaseerd op een arpeggio van het basisakkoord. In het concert is een voortdurende wisselwerking tussen solist en orkest. Materiaal van de soloviool en het orkest is uitwisselbaar.[9]
- Als contrast voor de snelle buitendelen[10] heeft het concert twee aria's. De eerste in d begint snel met een tweestemmige inventie tussen de soloviool en de cello's, gevolgd door een gesyncopeerd deel dat naar een piu mosso passage leidt. De tweede aria in fis is als contrast een langzame cantilene voor soloviool, binnen een beperkt toonbereik; het deel wordt afgesloten met een aantal octaven. De begeleiding beperkt zich tot de strijkers, met een basfiguur voor de cello's die doet denken aan de soloconcerten uit de barok van bijvoorbeeld Bach.
- Het concert heeft geen cadenza voor de soloviool, maar het slotdeel, het Presto, is een soort uitgebreide cadens met virtuoze passages met dubbelgrepen voor de solist.[11] Een cadenza ontbrak omdat Stravinsky, zoals hij zelf zei, meer geïnteresseerd was in de viool in combinatie met een orkest.[7] Virtuositeit als doel op zich speelt een kleine rol in het concert en de technische eisen zijn naar Stravinsky's idee betrekkelijk klein.

## Ontvangst
Het vioolconcert behoort tot de bekendere werken in Stravinsky's oeuvre. De populariteit zal het mede te danken hebben aan de toegankelijkheid, de sterke ritmiek van het werk en het wortelen in de klassieke traditie. Stravinsky dirigeerde het zelf regelmatig. Voor de Stravinsky conducts Stravinsky-serie van CBS maakte Stravinsky een opname met Isaac Stern, hoewel Stravinsky over de betrokkenheid van Stern niet te spreken was. De foto samen met Stern op de platenhoes beviel hem niet, omdat Stern het concert voor de opname nooit had gespeeld en nauwelijks moeite deed het te leren. Ook op late leeftijd dirigeerde Stravinsky het concert, bijvoorbeeld in 1966 in Honolulu met de zeer jonge Itzhak Perlman als solist. Perlman nam het werk later tweemaal op, met Daniel Barenboim en Seiji Ozawa.

## Choreografie van George Balanchine
George Balanchine gebruikte in 1941 het vioolconcert voor de choreografie Balustrade. Stravinsky vond het resultaat een van de meest bevredigende visualiseringen van al zijn werken.

## Geselecteerde discografie
- Vioolconcert, met Samuel Dushkin, viool, en het Orchestre de l'Association des Concerts Lamoureux o.l.v. Igor Stravinsky (met diverse andere composities)(Igor Stravinsky. Composer & Performer, Volume II, 3CDs, Andante RE-A-1100)
- Vioolconcert, met Isaac Stern, viool, en het Columbia Symphony Orchestra o.l.v. Igor Stravinsky (met Movements met Charles Rosen, piano, en het Concert voor piano en blaasinstrumenten en het Capriccio met Philippe Entremont; verschenen in de 'Igor Stravinsky Edition', Sony SMK 46295)
- Vioolconcert, met Itzhak Perlman, viool, en het Boston Symphony Orchestra o.l.v Seiji Ozawa (met het vioolconcert van Alban Berg en de Tzigane van Maurice Ravel met de New York Philharmonic o.l.v. Zubin Mehta; DGG 447 445-2)
- Zie externe link voor complete discografie op Discogs.